# Marián Ostrčil
Marián Ostrčil, né le 15 octobre 1980 à Bratislava, est un céiste slovaque pratiquant la course en ligne.

## Carrière
Marián Ostrčil participe aux Jeux olympiques d'été de 2004 à Athènes et aux Jeux olympiques d'été de 2008 à Pékin, sa meilleure performance étant une septième place en 2004 en canoë monoplace (C-1) 1 000 m. 
Lors des Championnats du monde 2006 à Szeged, il remporte la médaille d'argent en C-1 1 000 m. En Championnats du monde 2007 à Duisbourg, il décroche l'argent dans la même épreuve et il se classe troisième en C-1 5 000 -m en Championnats du monde 2010 à Poznań.